# ヘルマンド川
ヘルマンド川（Helmand River）とは、アフガニスタンの川。ヒンドゥークシュ山脈に端を発し、アフガニスタン内を南西に流れ、イランとの国境付近のハームーン湿地帯に注ぐアフガニスタン最長の川である。総延長は約1,130km、イランに入ってヘルマンド湖となる。

## 水資源
1973年、イランとアフガニスタンの間で川の水資源の利用に関する協定が結ばれた。2023年現在、アフガニスタンの政権を担っているタリバーンも、過去の協定を遵守する意向を示しているが、新たに発電と農地の灌漑のためのダムを建設する意向を示しており、イラン側が懸念を示している。
2023年5月には、両国が国境付近で交戦状態に陥った原因も、水資源をめぐる確執が発端と観られている。

## 流域の都市
- ギザオ
- ギリシク
- ラシュカルガー
- サフェル
- ルードバル
- ザーボル